# Болярово
Боля́рово (болг. Болярово) — місто в Ямбольській області Болгарії. Адміністративний центр общини Болярово.

## Населення
За даними перепису населення 2011 року у місті проживала 1231 особа.
Національний склад населення міста:
| Національність   | Кількість осіб | Відсоток |
| ---------------- | -------------- | -------- |
| болгари          | 1109           | 91,9%    |
| цигани           | 87             | 7,2%     |
| турки            | 3              | 0,2%     |
| інша             | 5              | 0,4%     |
| не визначились   | 3              | 0,2%     |
| Всього відповіли | 1207           |          |

Розподіл населення за віком у 2011 році:
Динаміка населення: